# Palo Alto Research Center
Pour les articles homonymes, voir Parc (homonymie).
Le Palo Alto Research Center (abrégé en PARC), anciennement Xerox Palo Alto Research Center, est un centre de recherches en informatique situé à Palo Alto en Californie (États-Unis).

## Histoire
Il a été fondé en juillet 1970 par Jack Goldman et Robert Taylor, comme second centre de recherche de Xerox. Le laboratoire est initialement composé d'équipes venant de Berkeley Computer Corporation et d'étudiants et collègues de Douglas Engelbart, inventeur de la souris. Parmi les premiers travaux, on peut évoquer l'imprimante laser. Leurs recherches seront à l'origine des concepts d'informatique ubiquitaire, de VLSI et d'interface graphique, en particulier les icônes ou le principe WYSIWYG, popularisés par Apple avec le Macintosh et repris ensuite dans tous les systèmes d'exploitation grand public. Contrairement à la légende, la souris n'a pas été inventée au PARC mais, presque dix ans auparavant, au Stanford Research Institute par Douglas Engelbart.
Alan Kay et Adele Goldberg y ont travaillé sur le langage Smalltalk et sur la conceptualisation de l'ordinateur personnel moderne. Gregor Kiczales y a développé la programmation orientée aspect.
Le PARC mit au point les premiers ordinateurs à interface graphique, le Dorado (Xerox 1132), machine Lisp destinée aux chercheurs, puis l'Alto.
Les idées des chercheurs du PARC, au début des années 1970, furent considérablement influencées par le travail précurseur de Joseph Carl Robnett Licklider, directeur de l'ARPA en 1963 et auteur des articles « Man Computer Symbiosis » et « Man Computer Partnership ».
Une très grande partie de ces idées ont été reprises par Apple après que Steve Jobs et les ingénieurs d'Apple ont visité le PARC en 1979. La sortie du Macintosh en 1984 influencera d'autres entreprises du secteur dont Microsoft qui sort son propre système d'exploitation Windows en 1985.
En avril 2023, Xerox annonce la donation du PARC à SRI International.

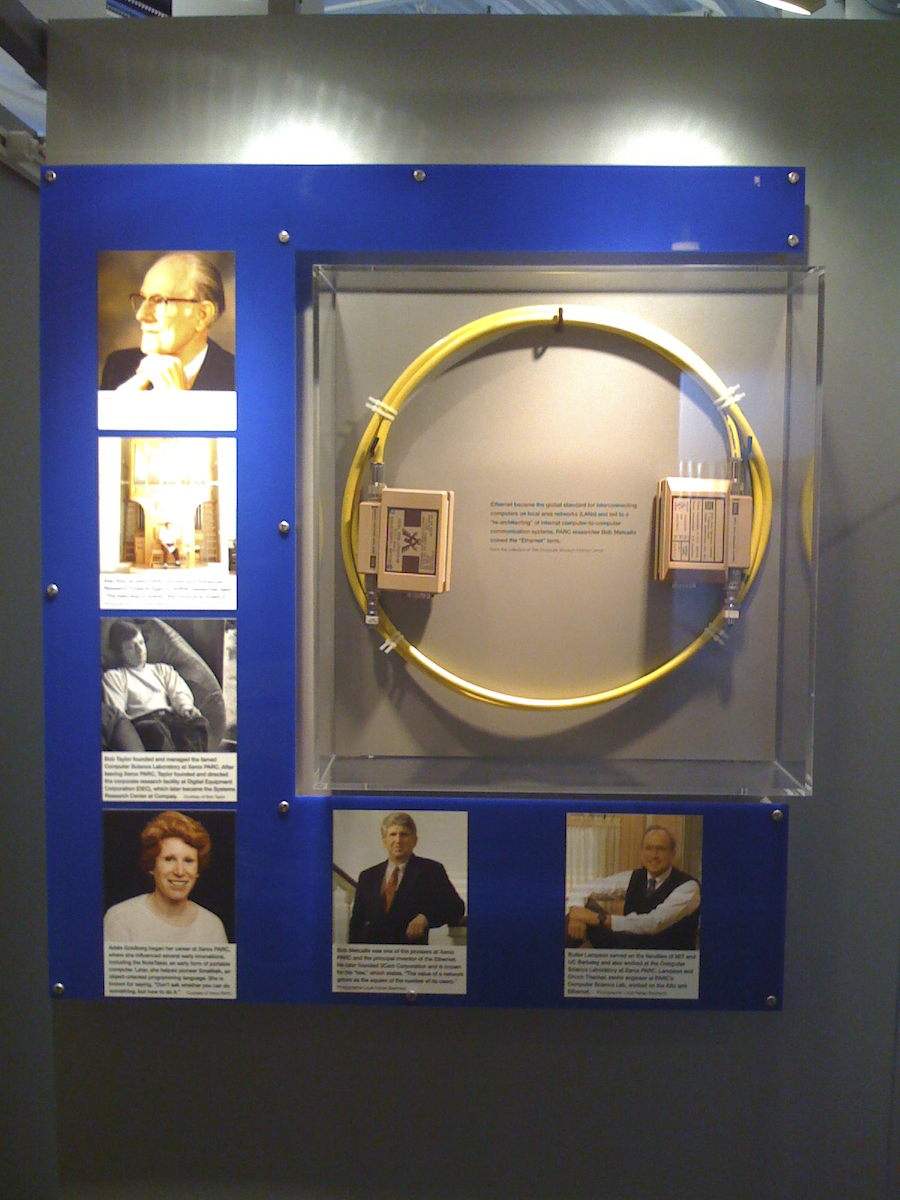
Câble Ethernet originel du Xerox PARC.